# Cum Multa Sint
Cum Multa Sint è un'enciclica di papa Leone XIII, scritta l'8 dicembre 1882.
Indirizzata ai vescovi spagnoli, la lettera richiama i fedeli cattolici all'unità nel rispetto dello Stato, nel contesto storico post unitario di ostilità tra papato e regno d'Italia.